# Národní divadlo Brno

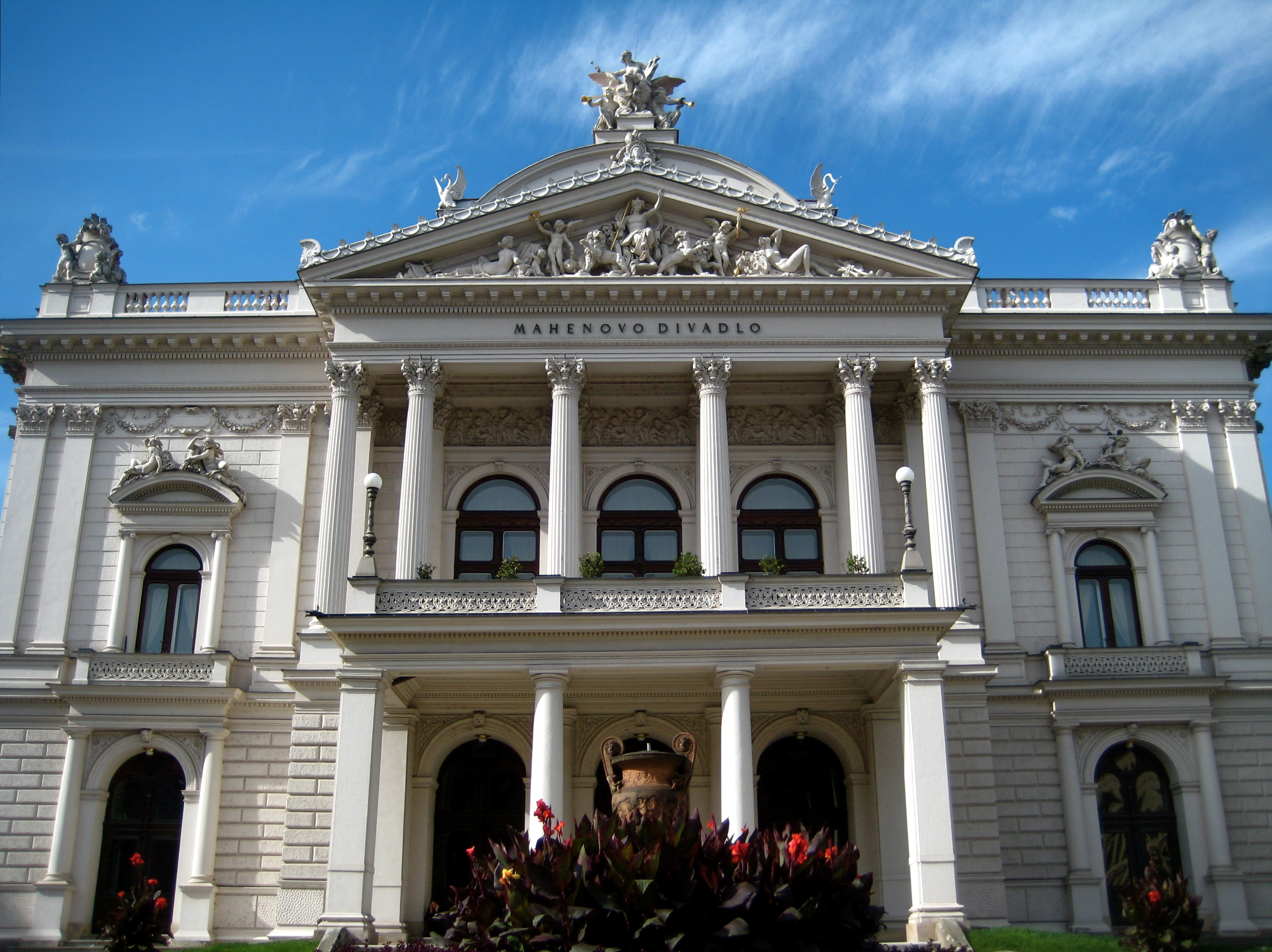
Mahen-Theater

Das Národní divadlo Brno (deutsch: Nationaltheater Brünn) ist eine Institution, die in mehreren Häusern der Stadt Brno Musiktheater und Schauspiel darbietet.
Folgende Häuser wurden und werden bespielt:
- Theater in der Redoute (1768)
- Mahen-Theater (1882)
- Theater an der Eichhorngasse (1883)
- Janáček-Theater (1965)
- Neues Theater auf den Schanzen (1987)